# Patrick Osterhage
Patrick Osterhage (* 1. Februar 2000 in Göttingen) ist ein deutscher Fußballspieler, der seit 2024 beim Bundesligisten SC Freiburg unter Vertrag steht. Der Linksfuß wird im zentralen Mittelfeld eingesetzt.

## Karriere
Osterhage spielte in seiner Jugend zunächst für den niedersächsischen SC Marklohe 63. Nachdem er bei einem Sichtungsturnier aufgefallen war, wechselte er 2011 in die Jugendabteilung des Bundesligisten SV Werder Bremen. Aufgrund seines Talents trainierte er anfangs zusätzlich zum Vereinstraining einmal wöchentlich im Rahmen des Förderprogramms des DFB an dessen Stützpunkt in Schessinghausen mit. Bei Werder Bremen wurde er bis zur U17 im Nachwuchsleistungszentrum ausgebildet und bestritt 2016 erste Meisterschaftsspiele auf B-Jugendebene. Er erreichte in der Saison 2016/17 dort das Finale der B-Junioren-Meisterschaft, das er mit 0:2 gegen den FC Bayern München verlor. 2017 folgte ein Wechsel in die Jugendabteilung von Borussia Dortmund. In Dortmund spielte er in den kommenden zwei Jahren in der A-Junioren-Bundesliga und führte seine Mannschaft 2019 trotz langer Verletzungspausen als Kapitän zur deutschen A-Junioren-Meisterschaft. In dieser Zeit absolvierte Osterhage auch insgesamt vier Spiele für die deutschen Nachwuchsnationalmannschaften der Altersklassen U18 und U19. Zur Saison 2019/20 stieß er zum Profikader der Borussia, jedoch waren beide folgende Spielzeiten für Osterhage erneut durch langwierige Verletzungen geprägt. Aufgrund von Hüft- und Knieproblemen kam er für etwa eineinhalb Jahre zu keinem weiteren Einsatz. Erst im Dezember 2020 gab er sein Debüt im Seniorenbereich, als er bei einem 2:2-Unentschieden der Zweitvertretung der Borussia gegen Rot-Weiß Oberhausen in der Regionalliga West eingesetzt wurde. Dabei gelang ihm fünf Minuten nach seiner Einwechslung das Tor zum 1:1-Ausgleich. Bereits im Januar des folgenden Jahres zog er sich eine schwere Bänderdehnung zu und fiel in der Folge erneut für einen Großteil der Rückrunde aus. Bis zum Saisonende 2020/21 kam er zu acht Einsätzen in der Regionalliga, während seine Mannschaft als Ligaprimus den Aufstieg in die dritte Liga schaffte. Ein Einsatz in der ersten Mannschaft blieb Osterhage in seiner Zeit in Dortmund verwehrt.
Nach Ablauf seines Vertrages bei Borussia Dortmund wurde Osterhage im Sommer 2021 ablösefrei für die erste Mannschaft des VfL Bochum verpflichtet, der zur kommenden Saison in die erste Bundesliga aufgestiegen war. Am 2. Oktober 2021 gab er mit 21 Jahren sein Profidebüt, als er bei der 0:3-Niederlage im Bundesligaspiel gegen RB Leipzig acht Minuten vor Schluss eingewechselt wurde. Am letzten Spieltag der Hinrunde stand er gegen Union Berlin erstmals in der Startelf. In seiner ersten Saison absolvierte er 13 Bundesligaspiele. In der Saison 2022/23 absolvierte Osterhage 23 Bundesligaspiele und feierte mit dem VfL Bochum wie bereits in der Vorsaison den direkten Klassenerhalt. In seiner Zeit in Bochum kam er nach mehr als drei Jahren ohne Berufung wieder zu Einsätzen für eine deutsche Nachwuchsnationalmannschaft. So wurde er 2022 und 2023 jeweils in zwei Spielen der deutschen U-21-Mannschaft eingewechselt. Eine Muskelverletzung verhinderte jedoch seine Nominierung für die U-21-Europameisterschaft 2023.
Beim 3:1-Sieg gegen den VfL Wolfsburg am 2. Dezember 2023 erzielte Osterhage sein erstes Bundesligator. In der Rangliste des deutschen Fußballs wurde er im Winter 2023/24 erstmalig in der „Nationalen Klasse“ im defensiven Mittelfeld eingestuft.
Im Sommer 2024 wechselte er zum SC Freiburg. Sein erstes Pflichtspiel für seinen neuen Verein bestritt Osterhage am 17. August 2024 in der ersten Runde des DFB-Pokals gegen den VfL-Osnabrück, welches der SC Freiburg mit 4:0 gewann. Im Sommer 2025 erfolgte die erneute Einstufung in der „Nationalen Klasse“ im defensiven Mittelfeld in der Rangliste des deutschen Fußballs.

## Erfolge
- Deutscher A-Jugend-Meister 2019
- Meister der Regionalliga West 2021